# Never Back Down
Never Back Down er en amerikansk film instrueret af Jeff Wadlow, der handler om en gruppe unge mennesker, som kæmper MMA. Iblandt dem er hovedpersonen som ikke kan slås og bliver derfor tævet er de andre. Derfor beslutter han sig for at lære MMA.

## Medvirkende
- Sean Faris som Jake Tyler
- Amber Heard som Baja Miller
- Cam Gigandet som Ryan McCarthy
- Evan Peters som Max Cooperman
- Leslie Hope som Margot Tyler
- Djimon Hounsou som Jean Roqua
- Wyatt Smith som Charlie Tyler
- Neil Brown Jr. som Aaron
- Lauren Leech som Jenny
- Affion Crockett som DJ